# Tuncay Aksoy
Tuncay Aksoy (* 1. Juni 1979 in Duisburg) ist ein in Deutschland geborener und lebender türkischer Fußballspieler.

## Karriere

### Vereine
Aksoy entstammt der Jugend des Oberhausener Vereins Sterkrade 06/07. Seine ersten Schritt im Seniorenbereich machte er 1998 bis 2000 bei Rot-Weiss Essen, zunächst in der damals viertklassigen Oberliga Nordrhein und im zweiten Jahr nach einem Aufstieg in der drittklassigen Regionalliga West/Südwest. Von dort ging er 2000 zu Erzurumspor in die Türkei. Nach dem Abstieg des Klubs aus der Süper Lig wechselte er zu Diyarbakırspor, kehrte jedoch nach einem weiteren Jahr zu RWE nach Deutschland zurück. In der Regionalliga Nord wurde er mit dem Verein 2002/03 Tabellendritter. Anschließend ging er zum Oberligisten 1. FC Kleve und kam über SV Adler Osterfeld und den 1. FC Bocholt 2006 zu Rot-Weiß Oberhausen in die Oberliga Nordrhein. Bei den Kleeblättern erlebte er seine sportlich erfolgreichste Zeit und schaffte u. a. an der Seite von Spielern wie Mike Terranova und Markus Kaya den Durchmarsch bis in die 2. Bundesliga. Mit der Rückennummer 11 debütierte er am 12. September 2008 bei der 1:3-Heimniederlage gegen den Mitaufsteiger Rot Weiss Ahlen im deutschen Profifußball, als er in der 87. Spielminute für Tim Reichert eingewechselt wurde. Sein zweiter Einsatz am 16. Spieltag gegen den SC Freiburg war zugleich sein letztes Zweitligaspiel.
Im Januar 2009 wechselte Aksoy zum NRW-Ligisten SSVg Velbert, wo er die nächsten eineinhalb Jahre spielte. Im Sommer 2010 schloss er sich dem Niederrheinligisten TV Jahn Hiesfeld an, für den er gleich in seiner ersten Saison 16 Tore erzielte und mit dem er sich 2012 für die neue Oberliga Niederrhein qualifizierte. 2013 kehrte Aksoy zum mittlerweile in der Bezirksliga spielenden SV Adler Osterfeld zurück. Im Januar 2014 stellte ihn der Duisburger Bezirksligist SV Genc Osman als neuer sportlicher Leiter vor. 2016 wurde er Spielertrainer bei der Reservemannschaft des Oberhausener Traditionsvereins BV Osterfeld in der Kreisliga C, ein Jahr später Trainer der ersten Mannschaft.

### Nationalmannschaft
Aksoy spielte während seiner Zeit bei Erzurumspor ein Mal für die türkische U-21-Nationalmannschaft.